# Nishino Nanase
Nishino Nanase (西野 七瀬 (Tây Dã Thất Lại) sinh ngày 25.05.1994 tại Ōsaka, Nhật Bản) là ca sĩ, thành viên thế hệ đầu tiên của nhóm nhạc thần tượng Nhật Bản Nogizaka46, hiện đang là người mẫu chính thức của Non-no. Cô thông báo tốt nghiệp Nogizaka46 trên blog cá nhân vào ngày 20/09/2018.

## Singles đã tham gia

### Nogizaka46 A-Sides
- Guru Guru Curtain
- Oide, Shampoo
- Hashire! Bicycle (Hachi Fukujin)
- Seifuku no Mannequin
- Kimi no Na wa Kibou
- Girl's Rule (Hachi Fukujin)
- Barrette (Hachi Fukujin)
- Kidzuitara Kataomoi (Center)
- Natsu no Free & Easy (Center)
- Nandome no Aozora ka? (Jyuu Fukujin)
- Inochi wa Utsukushii (Center)

### Nogizaka46 B-Sides
| - Nogizaka no Uta (Guru Guru Curtain) - Aitakatta Kamoshirenai (Guru Guru Curtain) - Ushinaitakunai kara (Guru Guru Curtain) - Shiroi Kumo ni Notte (Guru Guru Curtain) - Kokoro no Kusuri (Oide, Shampoo) - House! (Oide, Shampoo) - Sekkachi na Katatsumuri (Hashire! Bicycle) - Hito wa Naze Hashiru no ka? (Hashire! Bicycle) - Oto ga Denai Guitar (Hashire! Bicycle) - Yasashisa nara Ma ni Atteru (Seifuku no Mannequin) - Shakiiism (Kimi no Na wa Kibou) - Romantic Ikayaki (Kimi no Na wa Kibou) - Psychokinesis no Kanosei (Kimi no Na wa Kibou) - Sekai de Ichiban Kodoku na Lover (Girl's Rule) - Hoka no Hoshi kara (Girl's Rule) | - Ningen to Iu Gakki (Girl's Rule) - Tsuki no Okisa (Barrette) - Sonna Baka na... (Barrette) - Romance no Start (Kidzuitara Kataomoi) - Toiki no Method (Kidzuitara Kataomoi) - Dankeschon (Kidzuitara Kataomoi) - Mukuchi na Lion (Natsu no Free & Easy) - Boku ga Ikanakya Dare ga Ikunda? (Natsu no Free & Easy) - Toomawari no Aijou (Nandome no Aozora ka?) - Korogatta Kane wo Narase! (Nandome no Aozora ka?) - Tender days (Nandome no Aozora ka?) - Gomen ne Zutto... (Inochi wa Utsukushii) (solo song) |

## Albums đã tham gia

### Nogizaka46 Albums
- Boku ga Iru Basho (Toumei na Iro)
- Hitori Yogari (Toumei na Iro)

## Điện ảnh

### Dramas
- Nogizaka Romance (2012) - Nishino Nanase
- 49 Days (2013) - Minazuki Mana
- Tenshi no Naifu (2015) - nhân viên quán cà phê
- 初森ベマーズ (Hatsumori Bemars) (2015) - Nanasemaru
- Honto ni Atta Kowai Hanashi Natsu no Tokubetsu-hen (2016)
- Cabasuka Gakuen (2016) - Nishino Nanase
- Asahinagu (2017) (Movie) - Tojima Asahi
- Denei Shoujo: Video Girl Ai (2018) - Amano Ai
- Yotsuba Ginko Harashima Hiromi ga mono mosu! - Kono Hito ni Kakero (2019) - Matsuda Youko
- Anata no Ban desu (2019) - Kuroshima Sawa
- Unsung Cinderella (2020) - Aihara Kurumi

### Movie
- Ichido shindemita (2020)

### Webseries
- Uchuu no Shigoto (2016) - Kaori

### Lồng tiếng
- One Piece Film: Gold (2016) - Alba
- Coluboccoro (2019) - Suzu

## Sự kiện

### Stages
- 16nin no Principal (1.9.2012 ~ 9.9.2012)
- 16nin no Principal deux (3.5.2013 ~ 12.5.2013 / 31.5.2013 ~ 2.6.2013)
- 16nin no Principal trois (30.5.2014 ~ 15.6.2014)

### Concerts Nogizaka46
- Nogizaka46 Mini-Lives
- Nogizaka46 First Tour (2012.08.13 - 2012.08.14)
- Nogizaka46 Zepp Live in Tokyo (2012.12.27)
- Nogizaka46 1st Anniversary Concert (2013.02.22)
- Nogizaka46 Summer National Tour (2013.08.19 - 2013.10.06)
- Nogizaka46 Merry X'Mas Show 2013 at Nippon Budokan (2013.12.21)
- Nogizaka46 2nd Anniversary Concert (2014.02.22)
- Nogizaka46 Merry X-Mas Show 2014 (2014.12.12 - 2014.12.14)
- Nogizaka46 3rd Anniversary Concert (2015.02.22)

### Sự kiện thời trang
- Tokyo Girl Collection
- Girls Award

## Online Shows
- Nogizakatte, Koko! (Under Members)

## TV Shows
- Nogizakatte, Doko? (乃木坂って、どこ?) - Đã kết thúc
- NOGIBINGO! - Tốt nghiệp ở season 10
- Nogizaka Kojichuu
- Shabekuri 007
- Oshareism
- Lion no goo touch
- Gout Temps Nouveau 2

## DOCUMENTARY
- [2015.07.10] DOCUMENTARY of Nogizaka46: "Kanashimi Ni wasure kata" (悲しみの忘れ方)
- Documetary of Nishino Nanase

## Photobooks
- [2015.02.18] Fudangi
- [2016.09.27] Kaze wo Kigaete
- [2018.05.09] Watashi no Koto